# 蘇季斯拉夫爾區

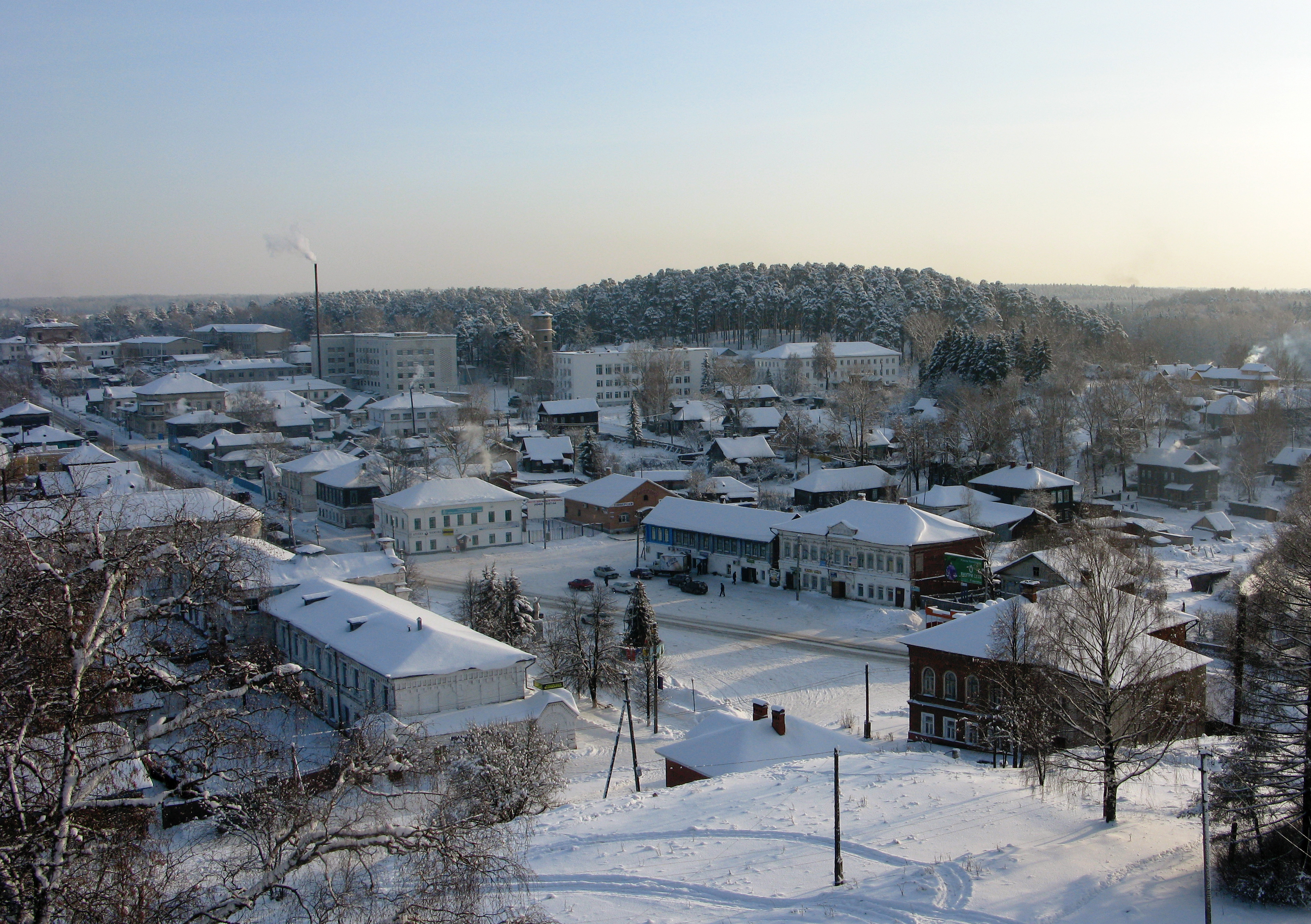

57°53′N 41°42′E / 57.883°N 41.700°E
蘇季斯拉夫爾區（俄语：Судиславский район），是俄羅斯的一個區，位於該國西部，由科斯特羅馬州負責管轄，面積1,530平方公里，2010年人口13,077，人口密度每平方公里8.55人。